# John Adam
John Adam (1972) is een Belgische politicus voor Open VLD. Sinds november 2024 is hij burgemeester van Oudenaarde (Oost-Vlaanderen). Daarvoor was hij gemeenteraadslid en schepen met onder meer bevoegdheden voor openbare werken en evenementen.

## Opleiding en loopbaan
Adam groeide op in Ename, een deelgemeente van Oudenaarde. Hij volgde lager onderwijs in de plaatselijke gemeenteschool en vervolgde zijn studies aan het Atheneum in Oudenaarde, waar hij de richting Industriële Elektronica volgde. Na zijn studies ging hij aan de slag bij de NMBS als technicus, waar ook zijn vader en ooms werkten.

## Politieke carrière
In 2000 zette Adam zijn eerste stap in de politiek. Op vraag van Marnic De Meulemeester, toen lijsttrekker van Open VLD, stond hij op de gemeentelijst van Oudenaarde. Ondanks de dertien plaats op de lijst kreeg hij 970 stemmen, genoeg om meteen verkozen te worden.
In 2012 werd hij schepen, waaronder de bevoegdheid voor Feestelijkheden. In 2018 kreeg hij opnieuw het mandaat, dit maal voor Openbare Werken en Evenementen. Hij stond daardoor in voor o.a. de organisatie van de Ronde van Vlaanderen.

## Burgemeesterschap
In 2023 kondigde Marnic De Meulemeester (Open VLD), toenmalig burgemeester van Oudenaarde sinds 2001, aan dat hij zich zou terugtrekken uit de politiek. John Adam stelde zich kandidaat als lijsttrekker voor de lokale verkiezingen van 13 oktober 2024. Ondanks een daling van het Open VLD-kiesresultaat met 10 procent, slaagde Adam erin een coalitieakkoord te sluiten met N-VA en Meer dan Groen. De grootste lijst, Iedereen 9700! (een samenwerking van CD&V, Vooruit en onafhankelijken), slaagde er niet in om een bestuursakkoord te sluiten. Op 7 november 2024 werd Adam benoemd tot burgemeester van Oudenaarde.
Zijn bevoegdheden omvatten:
- openbare orde en veiligheid;
- communicatie en participatie;
- erediensten;
- politie en brandweer;
- modern bestuur en intergemeentelijke samenwerking.

Een belangrijk beleidsdoel van hem is het verbeteren van burgerparticipatie en de mobiliteit. In april 2025 startte hij een inspraakronde met de inwoners in het kader van de opmaak van het nieuwe meerjarenplan.

## Persoonlijk
John Adam woont in Ename en is reeds 25 jaar bestuurslid bij het Feestcomité van Ename. Eerder was hij ook speler, trainer en bestuurslid van de lokale voetbalclub Racing Mater.